# أنس الصالح
أنس خالد ناصر الصالح (مواليد 11 يناير 1972) اقتصادي كويتي ، نائب رئيس مجلس الوزراء وزير الدولة لشؤون مجلس الوزراء الأسبق. 

## عن حياته
ولد أنس الصالح في 11 يناير 1972 ، حصل على بكالوريوس إدارة الأعمال - تخصص تمويل من جامعة بورتلاند في الولايات المتحدة الأميركية عام 1997. وحاصل على دورة أسواق الأوراق المالية ودور الوسطاء فيها من جامعة الكويت في عام 2002. وحاصل على دورة الأدوات المالية والتقنيات الحديثة في أسواق الأوراق المالية سوق الكويت للأوراق المالية 2002. كما شغل العديد من المناصب.
في 14 فبراير 2012 صدر مرسوماً بتشكيل الحكومة حيث عُين وزيراً للتجارة والصناعة  وأعيد تعينه في مرسوم تشكيل الحكومة بتاريخ 19 يوليو 2012  ومرسوم تشكيل الحكومة بتاريخ 11 ديسمبر 2012  ومرسوم تشكيل الحكومة بتاريخ 4 أغسطس 2013  وشغل المنصب حتى 6 يناير 2014.
وفي 19 يوليو 2012 صدر مرسوماً بتشكيل الحكومة حيث عُين وزيراً للدولة لشؤون الإسكان وشغل المنصب حتى 11 ديسمبر 2012. 
وفي 6 يناير 2014 صدر مرسوماً بتعديل وزاري حيث عُين وزيراً للمالية. 
وفي 18 مايو 2015 صدر مرسوماً بتعينه نائباً لرئيس مجلس الوزراء بالإضافة لمنصب وزير المالية.
وفي 11 ديسمبر 2017 صدر مرسوماً بتشكيل الحكومة حيث عُين نائباً لرئيس مجلس الوزراء ووزيراً للدولة لشؤون مجلس الوزراء. 
وفي 17 ديسمبر 2019 صدر مرسوماً بتشكيل الحكومة حيث عُين نائباً لرئيس مجلس الوزراء ووزيراً للداخلية ووزيراً للدولة لشؤون مجلس الوزراء حيث يعتبر أول وزيراً للداخلية في تاريخ الكويت من خارج الأسرة الحاكمة . 
وفي 14 ديسمبر 2020 صدر مرسوماً بتشكيل الحكومة حيث عُين نائباً لرئيس مجلس الوزراء ووزيراً للدولة لشؤون مجلس الوزراء وشغل المنصب حتى 2 مارس 2021. 

## عضوياته ومناصبه التجارية
- عضو مجلس إدارة غرفة تجارة وصناعة الكويت.
- رئيس مجلس إدارة شركة كـويت أنفسـت القابضـة.
- عضو مجلس إدارة شركة عقارات الكويت.
- المدير العام لشركة الخليـج للوسـاطة الماليـة.
- العضو المنتدب لشركة سديم الكويت للتجارة العامة والمقاولات.
- المدير العام لشركة البدري القابضة.
- عضو الجمعية الكويتية للمتداولين في سوق الأوراق المالية.
- عضو وأمين سر مجلس إدارة جمعيـة وسطاء سـوق الكويت للأوراق الماليـة.
- عضو مجلس إدارة شركة الديرة القابضة.
- عضو مجلس إدارة شركة جيزان العقارية.
- عضو مجلس إدارة شركة مجموعة الخدمات المالية.
- رئيس مجلس إدارة الشركة الكويتية للمقاصة.